# Піранья звичайна
Піранья звичайна (Pygocentrus nattereri), інші назви — червона піранья, піранья Наттерера, — хижа прісноводна риба родини Піраньєві, що мешкає у річках та стоячих водоймах Південної Америки. Вперше описана у 1858 році. Латинська назва дана на честь австрійського натураліста Йоганна Наттерера (1787–1843).
Один з найвідоміших видів піраній, має репутацію кровожерливого хижака, небезпечного для людей та тварин.

## Ареал
Зустрічається на території Аргентини, Бразилії, Венесуели, Гаяни, Колумбії та Парагваю. Населяє різноманітні типи водойм як із проточною, так і стоячою водою у басейнах річок Амазонки, Парагваю, Парани, а також Ессекіби.

## Опис риби

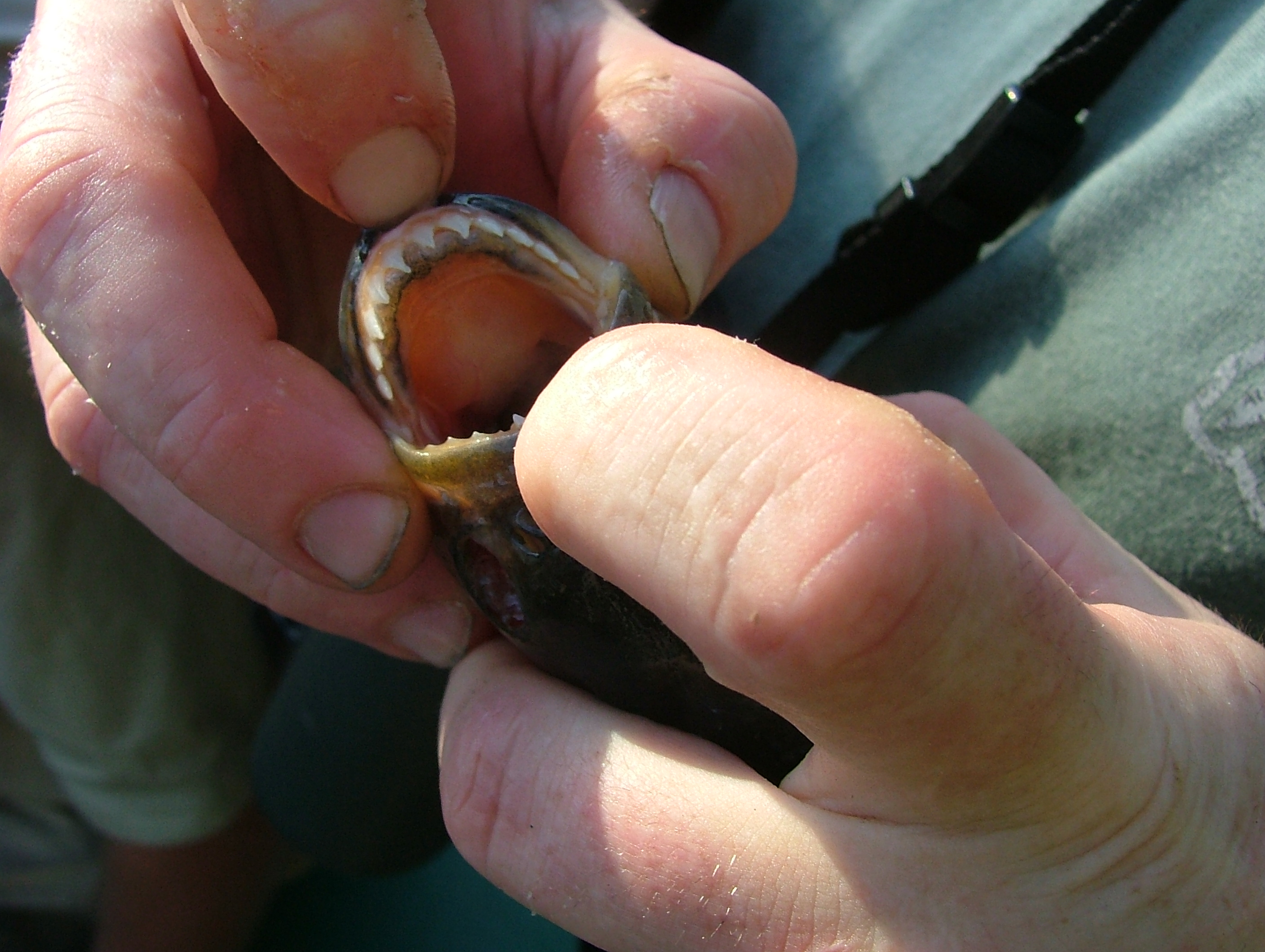
Зуби піраньї

Тіло піраньї овальної форми, високе, сплюснуте з боків. Голова відносно велика, з масивною нижньою щелепою. Анальний і спинний плавці порівняно довгі, жировий плавець чітко виділений, черевні плавці — короткі. Хвостовий плавець дволопастний, зі слабкою виїмкою. Самці, як правило, трохи більші, стрункіші та яскравіші за самиць.
Зуби плоскі, трикутної форми, завдовжки до 5 мм. Зуби на верхній щелепі менші ніж на нижній і при закритому роті заходять у пази між нижніми.
Зрілі піраньї зазвичай сталевого забарвлення. Спина від оливково-зеленого до чорного кольору, боки темні із золотисто-сріблястими цятками або сріблясто-сірі, металеві. Живіт, горло та анальний плавець червоного кольору, який, однак може бути мало помітним зливаючись з основним фоном. Молодь піраній срібляста, тіло вкрите великими круглими чорними цятками.
Завдовжки риби до 35 см. Вага — до 1,5 кг. Тривалість життя — до 10 років, окремі риби в неволі можуть жити й довше.

## Розмноження
Статеве дозрівання настає у віці 1,5 року. Нерест сезонний — з березня по серпень. Продуктивність — декілька тисяч ікринок діаметром близько 3 мм оранжевого кольору. Шлюбні ігри починаються з першими променями сонця. Ікра викидається на підмиті коріння дерев, плавучі рослини (наприклад, водяний гіацинт) і ґрунт.
Інкубаційний період триває 2–3 дні при температурі води 26–28 °C, у холоднішій воді може тривати й до 10 днів. Через 3–5 діб мальки плавають і через місяць вже досягають сантиметрової довжини.

## В акваріумі

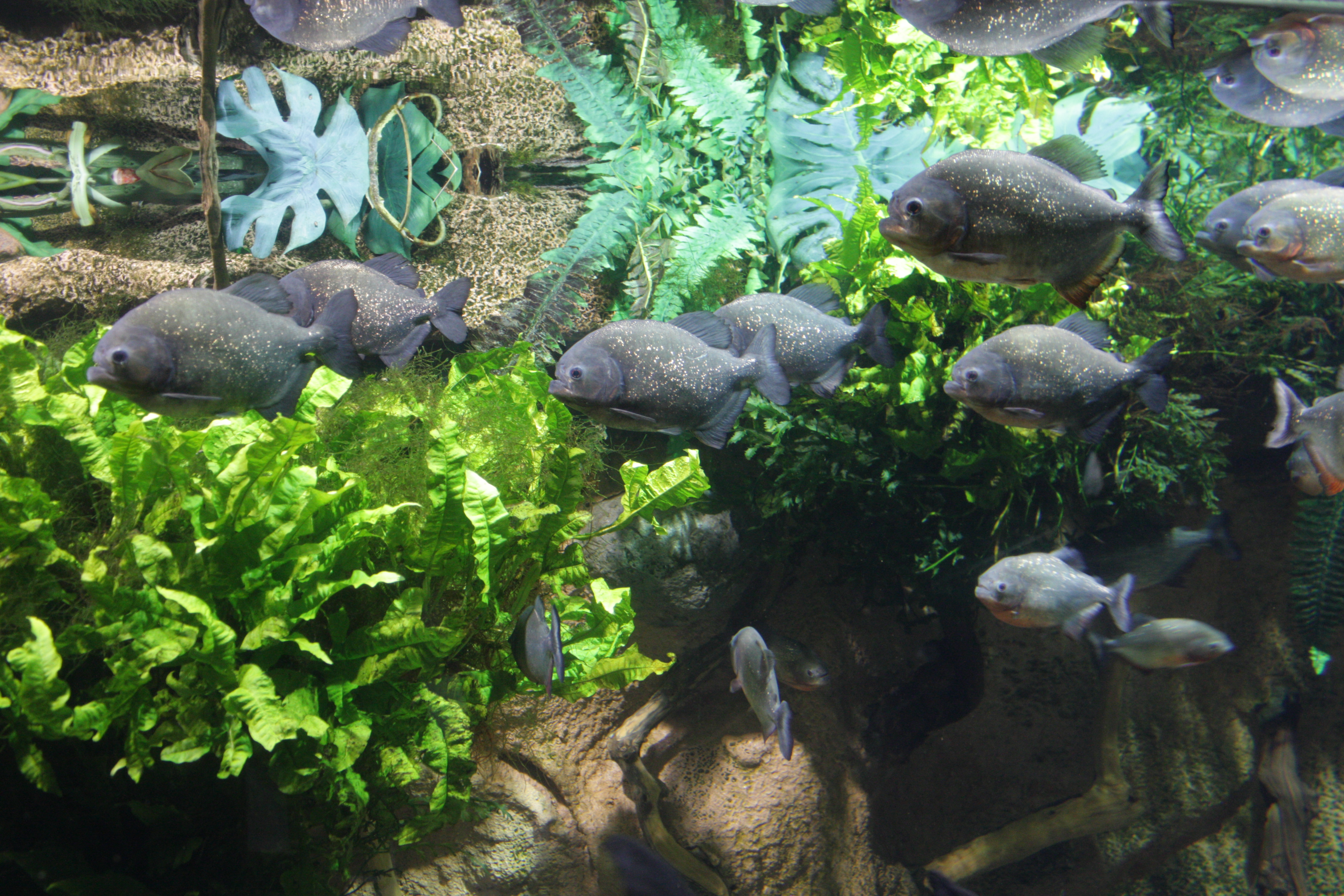
Зграя риб в акваріумі